# 伊藤武
伊藤 武（いとう たけし、1925年6月17日 – 1994年10月13日）は、日本の政治家、実業家。
自衛隊を経て浜松自動車学校をはじめとする浜自グループを創業し、浜松市議会議員を経て静岡県議会議員、静岡県議会議長（第74代）などを歴任した。静岡県で初の民間指定自動車教習所を立ち上げ、浜松市議会では国道一号バイパスの建設促進に努め、静岡県議会では企画商工委員会、公害対策特別委員会、交通安全対策特別委員会、産業振興対策特別委員会の各委員長を歴任し、東名高速道路の浜松西インターチェンジの建設促進や浜松医科大学の誘致に尽力した。

## 概要

### 生い立ち
静岡県出身。磐田市見付中学校を卒業し、早稲田大学に進学した。1951年、早稲田大学法学部を卒業した。

### 職歴
- 1950年10月 自衛隊入隊（警察予備隊）。1961年2月除隊
- 1961年2月 浜松自動車学校設立（のちの㈱浜自本社）。校長・代表取締役就任
- 1964年5月 ㈱浜自物産設立。代表取締役就任
- 1964年11月 浜岡自動車学校設立。校長就任
- 1966年10月 ㈱浜松スポーツセンター設立。代表取締役就任
- 1969年2月 浜自観光㈱設立。代表取締役就任
- 1973年9月 ㈱浜自本社から㈱浜松自動車学校を分離。代表取締役就任
- 1977年4月 御前崎グランドホテル設立。代表取締役就任
- 1978年7月 浜自袋井自動車学校設立。代表取締役就任
- 1988年10月 掛川グランドホテル設立。代表取締役就任

### 政界
- 1963年5月-1967年3月 浜松市議会議員（一期）
- 1967年4月-1991年4月 静岡県議会議員（連続六期）
- 1981年6月-1982年7月 第74代静岡県議会議長

### 団体歴
- 1963年5月 静岡県防衛協会　常任理事
- 1966年8月 社団法人隊友会静岡支部連合会　会長
- 1969年4月 静岡県指定自動車教習所協会　会長
- 1976年6月 自由民主党県連　政調会長
- 1978年6月 静岡県国公立幼稚園PTA連絡協議会　顧問
- 1978年7月 自由民主党県連　幹事長
- 1978年11月 社団法人静岡県私立幼稚園振興協会　理事

### 賞勲
- 1986年10月 全国都道府県議会議長会会長表彰（自治功労20年）
- 1986年11月 藍綬褒章受章（地方自治功績）
- 1994年11月 従五位勲四等旭日小綬章受章